# 貝瑞塔AR70突擊步槍
貝瑞塔AR70/90（英語：Beretta AR70/90）是一款以氣動式操作、1970年代由槍械製造商貝瑞塔所設計和生產的突击步枪，亦是目前意大利武裝部隊的制式步槍，發射5.56×45毫米北約口徑步枪子彈。
貝瑞塔AR70/90具有槍榴彈瞄準具，其用途在於要發射22毫米槍榴彈。貝瑞塔AR70系列具有許多不同的衍生型，例如AR70/90配備了钢製折疊槍托，給予傘兵使用。上方的提把可以移除，以便安裝可用於各種光學瞄準器材。

## 歷史
1968年，意大利貝瑞塔與瑞士SIG共同研製一款5.56×45毫米北約口徑突擊步槍，SIG公司的總設計師魯道夫·阿姆斯萊（英語：Rudolf Amsler）主張採用迴轉式槍機，兩家公司共同研製出一種發射美國M193步槍彈藥的小口徑步槍樣槍，當時名為“SIG-Beretta .223樣槍”。在後來的研製中，兩家公司各自發展出不同的最終產品，SIG的產品被命名為SG 530-1，而貝瑞塔則是AR-70/223突擊步槍。
1970年代，北約的各成員國開始考慮改採5.56×45毫米M193彈藥，來取代原先的7.62×51毫米彈藥，後者現在被認為主要是適合用作狙擊步槍或通用機槍的另一款北約口徑。於是貝瑞塔便在義大利國防部的要求下開始了新一代突擊步槍的設計，而這個計畫的成品便是AR70/223。
雖然AR70/223一下子就受到義大利空軍與蘇丹陸軍的青睞而採用，但問題卻也隨之而來。AR70/223的制退機構非常不方便保養與維護，而且瓦斯汽缸過於狹窄而不方便清理等種種問題陸續出現。針對這些問題，貝瑞塔開始著手研發與改良新型步槍。期間曾發展為AR-70/80和AR-70/87，但兩者都還是無法達到足以發射5.56×45毫米SS109的結構強度。直到1990年，貝瑞塔推出新型的AR70/90，新型的AR70/90針對先原制退不良的部份更改構型，並以焊接的方式加以強化，更方便槍機的往復運動，而傳動方式則仍然維持原始的瓦斯活塞連桿設計，雙耳閉鎖的槍機運作也仍維持原始設計。

## 設計

### AR70/223
AR70的槍身是由兩片沖壓而成的加工鋼片所組合的方形結構體，同時容納槍機與複進簧組，不過較特別的是，AR70與當時流行的多耳閉鎖式槍機設計不同，而是採用類似前蘇聯AK系列步槍所使用的雙耳閉鎖式槍機設計，由於雙耳閉鎖式槍機要達到緊密閉合則槍機至少需轉動30度以上。同時，在退殼與開啟槍機時，也需反向旋轉30°。另外，傳動方式也不像M16採用氣體傳導方式，而是採用較舊式的瓦斯活塞連桿的傳導方式。這兩個地方的設計雖不算前衛，但相對的卻也保有穩定性能的基礎。

### AR70/90
連結扳機的保險裝置貫穿槍身兩側，以方便左手射手操作使用，保險有4段選擇，分別是保險、單發、3發點放與全自動，而大型的扳機護環則使得射手在戴著手套的情況下仍可操作槍枝。
AR70/90採用了北約STANAG 4179標準彈匣，這也是M16通用的彈匣規格，但彈匣壁較厚以延長使用期限，與避免因碰撞所生的損壞。彈匣釋放撥桿位於扳機護環前方，方便兩隻手都可以操作。在早期先出廠的型號中，經常發現彈匣會在士兵無意間的碰撞下而自動掉落，也一直未找到解決的辦法；後來索馬利士兵們以煙頭塞在彈匣插口與彈匣之間以後，便少有彈匣掉落的情事發生。貝瑞塔立即由此一方法找出解決之道，在彈匣與彈匣插座入口接觸的部份，加上一層強化護圈，並且以固點固定進彈頂點，以保護Ｕ型進彈唇不會因過度用力上彈匣而導致變形，影響給彈或無法給彈。雖然AR70/90主要使用提把式瞄準具，士兵通常都會裝上ACOG光學瞄準鏡或紅點瞄準鏡並且用作其瞄準具。

## 未來
截至2010年年底，正在服役中的AR70/90的耗損空缺正在由新型號的貝瑞塔ARX-160所補充。後者是在士兵與武器之間的界面的一個大規模的飛躍的全新計劃，在瞄準和火力方面都有數個重要的發展，例如內置式（也可是拆卸式）榴彈發射器GLX-160，和“未來士兵計劃”（英語：Future Soldier Program）的整合。根據貝瑞塔提供的功能，上述的替換應該在2014年就會完成。

## 衍生型

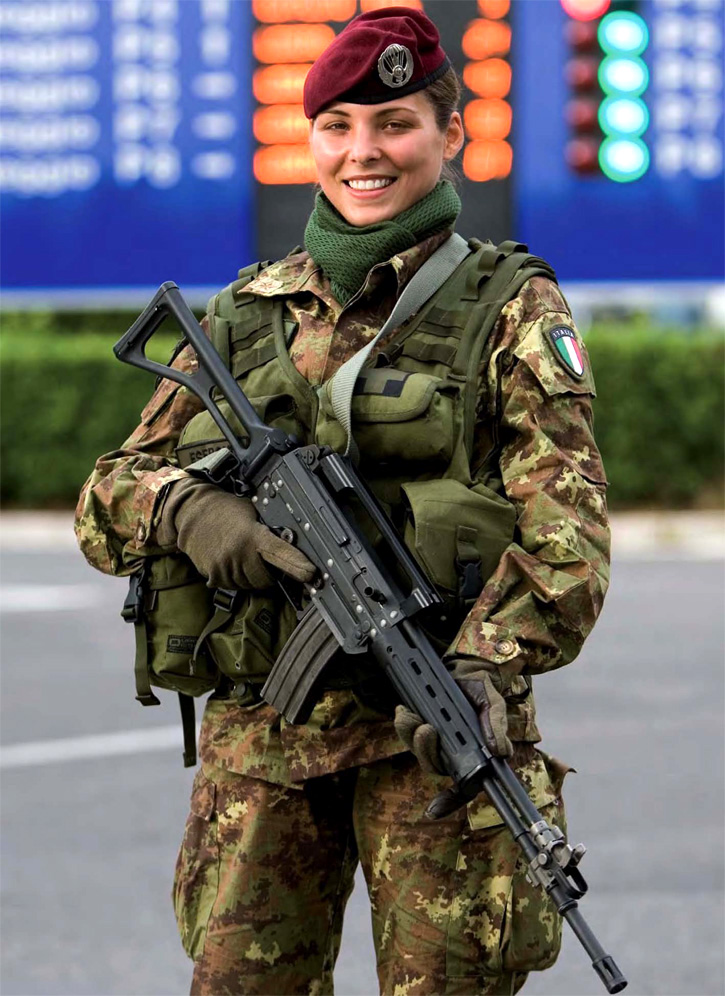
裝備了鋼製折疊槍托的SCP70/90的意大利女傘兵。

| 衍生版本        | 彈藥            | 口徑                  | 長度                                  | 槍管長度              | 總重量 （空槍）     | 有效距離             | 發射速率    |
| --------------- | --------------- | --------------------- | ------------------------------------- | --------------------- | ------------------- | -------------------- | ----------- |
| AR70/223        | 5.56×45毫米M193 | 5.56毫米 （.223英吋） | 995毫米 （39.17英吋）                 | 450毫米 （17.72英吋） | 3.8公斤 （8.38磅）  | 400公尺 （437.45码） | 650發／分鐘 |
| AR70/90 SC70/90 | 5.56×45毫米NATO | 5.56毫米 （.223英吋） | 998（756）毫米 （39.29（29.76）英吋） | 450毫米 （17.72英吋） | 4.07公斤 （8.97磅） | 500公尺 （546.81码） | 670發／分鐘 |
| SCP70/90        | 5.56×45毫米NATO | 5.56毫米 （.223英吋） | 908 (663)毫米 （35.75（26.1）英吋）   | 360毫米 （14.17英吋） | 3.8公斤 （8.38磅）  | 350公尺 （382.76码） | 670發／分鐘 |

## 使用國

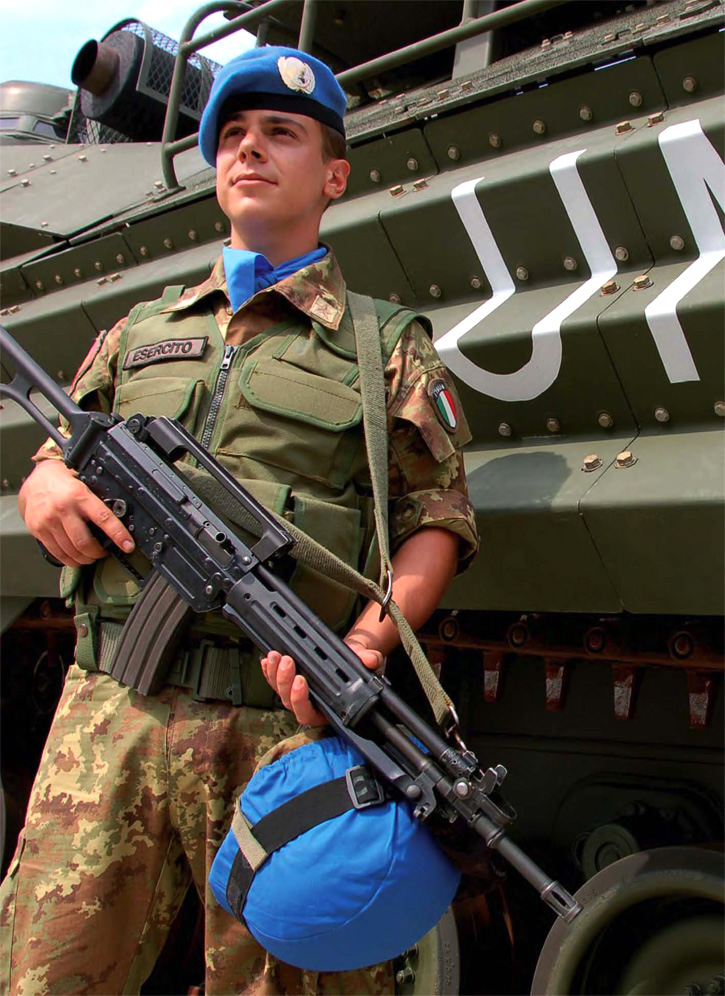
维和部队士兵手持AR-70

- 布吉納法索[1]
- 哥伦比亚
- 埃及：訂購2,450枝SCP。[2]
- 印度
- 印度尼西亞
- 義大利[3]
- 约旦[1][3]
- 賴索托[1][4]
- 马来西亚：一般工作小隊，已經被M16A1步槍所取代。
- 馬爾他
- 墨西哥：各個警察部隊
- 摩洛哥[1]
- 奈及利亞[1]
- 巴拉圭[1]
- 苏丹
- 乌克兰
- 辛巴威[1]

## 資料來源
1. 1 2 3 4 5 6 7  Jones, Richard D. Jane's Infantry Weapons 2009/2010. Jane's Information Group; 35 edition（January 27, 2009）. ISBN 978-0710628695.
2. ↑  .   [2013-07-03]. （原始内容存档于2014-06-10）.
3. 1 2  .   [2009-02-12]. （原始内容存档于2010-09-02）.
4. ↑  Jones, Richard. . Jane's Information Group. 2009: 898. ISBN 0710628692.

- （繁體中文）—Civilian Gunner—Beretta AR 70/90 （页面存档备份，存于）

## 外部連結
- （意大利文）—Pagina sull'AR 70/90, in dotazione all'Arma dei Carabinieri
- （意大利文）—Pagina sull'AR 70/90, in dotazione all'Esercito Italiano
- （意大利文）（英文）—AR70/223 assault rifle owner manual （页面存档备份，存于）
- （英文）—Beretta Defence company website （页面存档备份，存于）
- （英文）—Beretta Defence Catalog （页面存档备份，存于）
- （英文）—Modern Firearms—Beretta AR-70/223 and AR-70/90 assault rifle （页面存档备份，存于）
- （英文）—Tactical Life—AR70/90 （页面存档备份，存于）
- （英文）—Military, Security and Civilian Guns and Equipment—Beretta SC70/90 （页面存档备份，存于）
- YouTube上的Video of operation
- （简体中文）—D Boy Gun World（槍炮世界）—貝瑞塔70/223系列突击步枪 （页面存档备份，存于）
  - 貝瑞塔70/90系列突击步枪 （页面存档备份，存于）